# Sant Bartomeu de Navarcles
Sant Bartomeu de Navarcles és una església del municipi de Navarcles (Bages) inclosa en l'Inventari del Patrimoni Arquitectònic de Catalunya.

## Descripció
L'edifici romànic constava d'una petita nau, amb un absis semicircular llis a llevant. Aquest presenta una finestra força descentrada, actualment cegada. L'absis és cobert amb volta de quart d'esfera i s'obre directament a la nau. Aquesta era coberta amb volta de canó, però actualment està esfondrada. L'edifici fou recobert amb argamassa, en alguns llocs, però, s'ha desprès i es pot distingir un aparell fet amb blocs de pedra de mides desiguals col·locats en filades.
Posteriorment aquesta petita església fou allargada, de forma que la desproporció amplada-llargària es feu palesa. L'aparell d'aquesta part és obrat amb carreus de pedra quadrats i polits que contrasten amb els de la part més antiga. La porta d'accés es troba al mur de ponent i és l'element arquitectònic més destacable del temple. Sobre el portal, amb una arquivolta de mig punt, hi ha una petita espadanya d'un ull.

## Història
Es va construir sobre una antiga vil·la romana datada del segle I fins al segle iv després de Crist. Segons el llibre de Navarcles de Fortià Solà, no tenim notícia de l'època en què es va fundar la capella. Però les primeres dades que ens permeten situar-la en el temps són unes monedes de l'època de Jaume I (segle xiii) que es van trobar a la base de l'absis.
La devoció a Sant Bartomeu (apòstol) es va estendre l'any 1157 quan es va trobar un cofre amb les relíquies. Les primeres referències escrites al Sant són del 1291 i 1312. Al llarg del s. XVI s'hi celebrava la missa dels diumenges que era molt concorreguda. El 1910 s'hi anava en processó el dia 24 d'agost dia de Sant Bartomeu, s'adoraven les relíquies del sant i es cantaven els goigs.
L'església apareix citada el 1291 com a Sant Bartomeu de Navarcles, mentre que el 1312 se la cita com a Sant Bartomeu i S. Margarida de Navarcles. No passà mai de ser una capella de fora vila depenent de la parroquial de Santa Maria de Navarcles, la qual al llarg del segle xii passà a dependre del monestir de Sant Benet de Bages. En aquesta capella, a més de Sant Bartomeu també es venerava Santa Margarida, que segons el llibre de Fortià Solà, en el s. XIV tenia altar propi. També hi havia una imatge sota el nínxol, junt amb les relíquies de Sant Bartomeu i el 20 de juliol, dia de la santa, molta gent hi anava a resar i a cantar els goigs. És per aquest motiu que en les primeres dècades (1312) es coneixia amb el nom de Capella de Sant Bartomeu i Santa Margarida.
La primera reforma important es va fer al s. XVII, ja que el 1697 el bisbe va ordenar que enllosessin la capella i eliminessin l'altar de la banda de l'epístola. Es coneix que les reformes es van allargar fins al 1726, quan el responsable, el rector Mn. Llorenç Riera la va ampliar incorporant el porxo a la zona de culte. Els dos arcs de la façana sud es van tapiar i la portalada antiga es va traslladar a la situació actual.
La capella no va patir més canvis ni reformes fins al 1936, quan durant la Guerra Civil fou profanada igual que l'Església de Santa Maria de Navarcles. A partir d'aquest moment va quedar abandonada i sense culte, convertint-se en magatzem de l'Ajuntament. El 1962 es va enfonsar el sostre i la paret nord i va romandre en estat ruïnós fins al 1984 quan la Diputació de Barcelona va iniciar-ne la reconstrucció. Les obres van durar fins al 1990 i com que ningú no sabia com era abans es va optar per consolidar les parts antigues, protegir-les i refer-les amb materials moderns.